# Hanna Johansen
Hanna Johansen, Pseudonym von Hanna Margarete Muschg (* 17. Juni 1939 als Hanna Margarete Meyer in Bremen; † 25. April 2023 in Horgen) war eine deutsch-schweizerische Schriftstellerin.

## Leben
Hanna Muschgs frühe Jugend wurde durch die Kriegserfahrung geprägt, eine Erfahrung, die sie später in ihrer dritten Veröffentlichung Die Analphabetin (1982) aufgriff. In diesem Text wird aus der Perspektive einer Fünfjährigen von Bombennächten im Bunker erzählt.
Sie studierte nach dem Besuch des Gymnasiums Altphilologie, Germanistik und Pädagogik an den Universitäten Marburg und Göttingen. Von 1967 bis 1969 lebte sie in Ithaca im amerikanischen Bundesstaat New York. 1972 zog sie mit ihrem damaligen Ehemann, dem Schriftsteller Adolf Muschg, nach Kilchberg bei Zürich, wo sie seitdem ansässig war. Mit ihm hatte sie zwei Söhne.
Muschg begann ihre literarische Laufbahn als Übersetzerin zeitgenössischer amerikanischer Avantgarde-Autoren. Ausserdem verfasste sie – angeregt durch ihren eigenen Nachwuchs – unter dem Pseudonym Hanna Johansen Geschichten für Kinder, mit denen sie sehr erfolgreich war.
1978 erschien ihr Romandebüt Die stehende Uhr. In ihrem 2014 publizierten Buch Der Herbst, in dem ich Klavier spielen lernte sieht der Literaturkritiker Charles Linsmayer mehr als eine Widerspiegelung der Erfahrung darüber, wie es ist, mit 71 Jahren Klavier spielen zu lernen. Für ihn repräsentiert das Buch zu mehr als achtzig Prozent eine Autobiografie und zwar der leichtesten, aber auch der eindringlichsten und der berührendsten Art.
2022 kam der Band Alphabet der Träume mit ihren gesammelten Kindergedichten heraus.
Die Autorin war Mitglied des PEN-Zentrums der Schweiz und korrespondierendes Mitglied der Deutschen Akademie für Sprache und Dichtung in Darmstadt.
Sie starb im April 2023 im Alter von 83 Jahren in Horgen.
Ihr Archiv befindet sich im Schweizerischen Literaturarchiv in Bern.

## Auszeichnungen und Ehrungen
- 1980 Ehrengabe des Kantons Zürich
- 1986 Marie Luise Kaschnitz-Preis
- 1987 Conrad-Ferdinand-Meyer-Preis (gemeinsam mit Martin Hamburger)
- 1990 Schweizerischer Jugendbuchpreis
- 1991 Kinderbuchpreis des Landes Nordrhein-Westfalen
- 1993 Österreichischer Kinder- und Jugendbuchpreis
- 1993 Literaturpreis des Landes Kärnten beim Ingeborg-Bachmann-Wettbewerb
- 1993 Phantastik-Preis der Stadt Wetzlar für Über den Himmel
- 2003 Solothurner Literaturpreis
- 2007 Anerkennungsgabe der Stadt Zürich
- 2015 Schweizer Literaturpreis des Bundesamts für Kultur für Der Herbst, in dem ich Klavier spielen lernte

## Werke
- Die stehende Uhr, 1978
- Jan und die Großmutter, 1978 (unter dem Namen Hanna Muschg zusammen mit Gisela Degler-Rummel)
- Ein Meister des Innehaltens, 1979
- Trocadero, 1980
- Die Analphabetin, 1982
- Auf dem Lande, Hörspiel, NDR, 1982
- Bruder Bär und Schwester Bär, 1983 (unter dem Namen Hanna Muschg)
- Die Ente und die Eule, 1984 (unter dem Namen Hanna Muschg)
- Siebenschläfergeschichten, 1985 (unter dem Namen Hanna Muschg)
- Über den Wunsch, sich wohlzufühlen, 1985
- Zurück nach Oraibi, 1986
- Felis Felis, 1987
- Ein Mann vor der Tür, 1988
- Die Geschichte von der kleinen Gans, die nicht schnell genug war, 1989
- Die Schöne am unteren Bildrand, 1990
- Dinosaurier gibt es nicht, 1992
- Über den Himmel, 1993
- Kurnovelle, 1994
- Ein Maulwurf kommt immer allein, 1994
- Der Füsch, 1995 (zusammen mit Rotraut Susanne Berner)
- Die Hexe zieht den Schlafsack enger, 1995 (zusammen mit Käthi Bhend)
- Universalgeschichte der Monogamie, 1997
- Der Zigarettenanzünder, Hörspiel, SWF, 1997
- Bist du schon wach?, 1998 (zusammen mit Rotraut Susanne Berner)
- Halbe Tage, ganze Jahre, 1998
- Vom Hühnchen, das goldene Eier legen wollte, 1998 (zusammen mit Käthi Bhend)
- Maus, die Maus, liest ein langes Buch, 2000 (zusammen mit Klaus Zumbühl)
- Maus, die Maus, liest und liest, 2000 (zusammen mit Klaus Zumbühl)
- Sei doch mal still!, 2001
- Lena, 2002
- «Omps!» – ein Dinosaurier zu viel, 2003
- Die Hühneroper, Zürich, Nagel & Kimche, 2004
- Ich bin hier bloß die Katze, (Ill. Hildegard Müller) 2007
- Der schwarze Schirm, 2007
- Ein Krokodil
- Wenn ich ein Vöglein wär, (Ill. Hildegard Müller). Hanser, München 2013, ISBN 978-3-423-62544-9.
- Der Herbst, in dem ich Klavier spielen lernte, Dörlemann, Zürich 2014, ISBN 978-3-03820-011-6
- Bilder. Geschichten vom Sehen. Dörlemann, Zürich 2022, ISBN 978-3-03820-115-1.
- Alphabet der Träume. Dtv, München 2022, ISBN 978-3-423-64097-8.